# Abandon (musikalbum)
Abandon är ett album av hårdrockgruppen Deep Purple som släpptes 1998. Låten "Bludsucker" är en nyinspelning av "Bloodsucker" från albumet In Rock från 1970. Det är den sista studioskivan av bandet med organisten Jon Lord.
Albumets namn är en ordlek, så att den medföljande turnén kunde få namnet Abandon Tour, "ett band på turné".

## Låtlista
Samtliga låtar skrivna av Ian Gillan, Roger Glover, Jon Lord, Steve Morse och Ian Paice, om annat inte anges.
1. "Any Fule Kno That" - 4:28
2. "Almost Human" - 4:26
3. "Don't Make Me Happy" - 4:56
4. "Seventh Heaven" - 5:25
5. "Watching the Sky" - 5:26
6. "Fingers to the Bone" - 4:47
7. "Jack Ruby" - 3:48
8. "She Was" - 4:20
9. "Whatsername" - 4:26
10. "'69" - 4:59
11. "Evil Louie" - 4:56
12. "Bludsucker" (Ritchie Blackmore/Ian Gillan/Roger Glover/Jon Lord/Ian Paice) - 4:27

## Medverkande
- Ian Gillan - sång
- Roger Glover - bas
- Jon Lord - orgel, keyboard
- Steve Morse - gitarr
- Ian Paice - trummor